# Потребителски интерфейс
Вижте пояснителната страница за други значения на Интерфейс.
Потребителски интерфейс в индустриалния дизайн е мястото за взаимодействие между човека и машината с цел да се позволи ефективно управление и контрол върху машината от страна на човека, като в същото време машината връща обратно информация, която подпомага процеса на вземане на решения от оператора. Примерите, които описват това широко понятие за потребителски интерфейс, включват: интерактивните аспекти на компютърните операционни системи; инструментите за ръчно управление; контролните табла за управление на тежката механизация в различни отрасли на промишлеността и други механизми за управление на процеси. При създаването на потребителските интерфейси играят роля дисциплини като ергономия и психология.
Целта на проектирането на потребителски интерфейс е да се произведе продукт, който да направи лесна, ефективна и приятна работата с машините, така че да се достигне до желания резултат. Това обикновено означава, че операторът трябва да осигури минимално количество входни данни за постигането му, като в същото време се свежда до минимум обратната връзка от страна на машината.
С по-широкото навлизане на персоналните компютри терминът потребителски интерфейс все по-често се припокрива с графичния потребителски интерфейс (на английски: graphical user interface, GUI) на приложния софтуер. При проектирането на контролни системи и механизация за промишлеността, потребителският интерфейс се нарича човеко-компютърен интерфейс (на английски: human-computer interface, HCI) или човеко-машинен интерфейс (на английски: man-machine interface, MMI).

## Общ преглед
Човеко-машинният интерфейс управлява взаимодействието между човека и машината. Мембранните превключватели, гумените клавиатури и сензорните екрани са само някои примери за физическите елементи на човеко-машинния интерфейс, които могат да се видят и докоснат.
В по-сложните системи интерфейсът човек-машина обикновено е компютризиран. Терминът човеко-компютърен интерфейс се отнася до такъв вид система. В контекста на информационните технологии значението му обичайно включва и софтуера, осъществяващ контрол върху физическите елементи на взаимодействието човек-компютър.
Проектирането на човеко-машинните интерфейси е свързано и с отчитане на човешкия фактор. Съответните дисциплини са ергономия (на английски: human factors engineering и ползваемост, които са част от системното инженерство. Инструментите, използвани за това, почиват на познанията по информатика, като например компютърна графика, операционни системи, езици за програмиране. В днешно време, тъй като почти всеки човеко-машинен интерфейс използва не команден ред, а графики и изображения, все по-често се използва израза графичен потребителски интерфейс.

## Терминология
Има разлика между термините потребителски интерфейс (на английски: user interface, UI) и операторски интерфейс, или човеко-машинен интерфейс на английски: human-machine interface, HMI), макар че и двата касаят осъществяване връзката на човека с оборудването/машината.
- Терминът потребителски интерфейс се използва по-често при компютърни системи и електронни устройства (включително тези за лична употреба):
  - Когато множество машини или компютри са свързани помежду си в мрежа за оперативно управление на производството с цел обмен на информация.
  - Една система може да позволява използването на различен потребителски интерфейс при обслужване на различни видове потребители. Например една компютризирана библиотечна база данни може да предостави два вида потребителски интерфейс, един за читателите (с ограничен набор от функции, оптимизиран за по-лесна работа), и друг за библиотечния персонал (с широк набор от функции, оптимизиран за по-голяма оперативност).

- Терминът човеко-машинен интерфейс (HMI) е приложим към потребителския интерфейс на машина или част от оборудване, превозно средство или промишлено съоръжение.[1] HMI е модификация на оригиналния термин MMI (на английски: man-machine interface).[2] Подобно на HMI е съкращението HCI (на английски: human-computer interface), но то се използва по-често за взаимодействието човек-компютър.[2] Често използвани термини са и операторна конзола (на английски: operator interface console, OIC) или операторен терминал (на английски: operator interface terminal, OIT).[3]

Както и да се наричат, всички те се отнасят до онази материална част, която отделя оператора на една машина от самата нея. Без един ясен и удобен за работа интерфейс хората не биха могли да си взаимодействат с информационните системи.
Понякога в научната фантастика, човеко-машинен интерфейс се нарича това, което е по-скоро мозъчно-компютърен интерфейс. Независимо от това, в последно време се забелязва ръст в приложението на мозъчно-компютърните интерфейси в реалния живот, например в медицината и по-конкретно медицинските протези – изкуствена наставка, която замества липсваща или увредена част от тялото (например, кохлеарни импланти).
При определени обстоятелства компютрите могат да проследяват действията на потребителя и да реагират, без да им се задават специални команди. Експериментира се с различни средства за проследяване на части от тялото: сензори, отбелязващи позицията на главата, посоката на погледа и т.н. Това има особено голямо значение при разработването на интерфейси за виртуална реалност.

## История
Историята на потребителския интерфейс може да бъде разделена на следните етапи, според това кой вид потребителски интерфейс преобладава:

### 1945 – 1968: „Партиден“ интерфейс
В този период възможностите за сложни изчисления са ограничени и скъпи. Потребителите е трябвало да се нагаждат към изчислителните устройства, а не обратното; потребителският интерфейс се смятал за ненужен лукс, а където е имало софтуер, той трябвало да поддържа максимален обем на изчисления при възможно най-малко странични дейности.
При първото поколение компютри основни средства за въвеждане са перфокартите, подавани на тестета (партиди). При партидните машини входната част на потребителския интерфейс се състои от перфокартите или други подобни средства, като хартиена лента (перфолента). Към изходната част били свързвани линейни принтери. С изключение на оператора на системната конзола, обикновеният потребител рядко взаимодействал с партидните машини. Подаването на задача е всъщност подаване на тестето перфокарти, съдържащи програмата и данните. Перфокартите се подготвят на специализирани машини, подобни на пишещите, които били известни с капризност и склонност към механични повреди. Софтуерът е също силно специализиран, с много стриктен синтаксис и предназначен за минимална обработка с компилатор или интерпретатор.
Веднъж пробити, тестетата перфкарти се подреждат на опашката от задачи. Операторът зарежда тестето от карти за всяка задача в компютъра и ако е необходимо, зарежда магнитна лента с набор от допълнителни данни или помощен софтуер. Машината генерира разпечатка с резултата или (много често) уведомление за настъпила грешка. Успешните резултати можели да се записват и на магнитна лента или да генерират карти с данни, които да се използват при други изчисления.
Времето за изпълнение на една задача трае с дни, макар че можело да трае и часове, но рядко се получавал отговор в реално време. Понякога се налагало преминаване към бинарен код посредством конзолни ключове, което е податлив на грешки процес и допълнително удължава времето за изпълнение. При най-ранните машини понякога се налагала промяна на свързването на електрическите кабели посредством комутационни табла, за да се включи програмната логика.
Партидните системи ангажират целия компютър с текущата задача; програмните инструкции трябва да включват всички онези, които днес свързваме със системния софтуер, и чрез които машината комуникира с входно-изходните устройства и извършва други служебни операции. След 1957 г. започват експерименти с т. нар. системи „зареди и пусни“, които използват резидентна контролираща програма (монитор), като всяка задача се свързва с нея за извършването на различни служебни действия. Друга функция на контролиращата програма е да проверява поставените задачи за грешки, като ги установи по-рано и генерира по-полезна обратна връзка към потребителя. Така контролиращите програми стават предшественик на операционната система и на специално разработения потребителски интерфейс.

### 1969 – настояще: Потребителски интерфейс с команден ред
Интерфейсът с команден ред еволюира от партидните устройства, след като се преминава към системна конзола. При нея взаимодействието на оператора с машината става чрез поредица от действия „заявка-отговор“, като заявките са текстови команди със строго специфичен синтаксис. Времето за реакция е далеч по-кратко, отколкото при партидните системи, и спада от дни и часове на няколко секунди. Системните конзоли позволяват на оператора да избира следващи команди, като отчита получения по-рано резултат, т.е. работата му протича в реално време или в близко до реалното. Софтуерът вече може да бъде с доста по-широки възможности и интерактивен – нещо невъзможно преди това. Въпреки това, работата с този тип интерфейс е трудна и изисква големи усилия и знания.
Ранните системи с командна линия комбинирали телетипи с компютри, адаптирайки една зряла технология, която е доказала ефективността си, като посредник при прехвърлянето на информация между хората посредством проводници. Телетипите са създадени като телеграфичени приемо-предаватели. Тяхната история датира от 1902 г. и са били добре установени в обществените читални и на други места до 1920 г.
Широкото разпространение на видео терминалите (ВПТ) в средата на 70-те години, поставя началото на втората фаза на системите с командна линия. Те скъсили още повече времето за реакция, защото можели директно да извеждат символи чрез фосфоресциращи точки на екрана много по-бързо, отколкото главата на принтера можела да се движи. Те спомогнали за потушаването на консервативното противодействие срещу интерактивното програмиране, чрез премахването на мастилото и хартиените консумативи от списъка с разходи. И били до първите ТВ генерации от края 50-те и 60-те години, дори по-емблематични и удобни, отколкото телетипите са били за компютърните пионери през 40-те години.
Наличието на достъпен екран се превърнало в необходимост – двуизмерно визуално представяне на текст, който може бързо и обратимо да бъде променян – за софтуерните дизайнери било по-лесно да представят интерфейсите като визуални, вместо като текстови. Пионерските приложения от този вид били компютърните игри и текстовите редактори; близки потомци на някои от най-ранните образци, като rogue и vi които са все още част от традицията на Unix.

### 1985: SAA потребителски интерфейс (текстов)
През 1985 г., с появата на Microsoft Windows и други видове графичен потребителски интерфейс, въз основата на свои разработки IBM създава софтуерен стандарт Systems Application Architecture (SAA) и производния му стандарт Common User Access (CUA) от 1987 г. за потребителски интерфейс на операционни системи и компютърни програми. CUA е в основата на това, което познаваме и използваме днес в Windows и по-скорошните DOS или Windows конзолни приложения. По-конкретно той определя, че падащото меню трябва да е в горната част на екрана, статус лентата в долната, клавишите за бърз достъп трябва да са еднакви за конкретната функционалност (например F2 вместо „Отвори“ трябва да важи за всички приложения, които спазват SAA стандарта). Това значително увеличава скоростта на усвояване на приложението от потребителите и по този начин CUA бързо се превръща в индустриален стандарт.

### 1968 – настояще: Графичен потребителски интерфейс
- 1968 – Дъг Енджълбарт демонстрира NLS система коя използва мишка, указатели, хипертекст и много прозорци.[10]
- 1970 – Изобретатели от Xerox Palo Auto Research Center PARC (много от SRI) разработили WIMP парадигмата (Windows, Icon, Menu, Pointers).[10]
- 1973 – Xerox Alto: търговски провал поради високи разходи, слаб потребителски интерфейс и липсата на програми.[10]
- 1979 – Стийв Джобс както и други инженери от Apple посетили Xerox. Pirates of Silicon Valley драматизирали събитията въпреки че Apple вече работили върху (ГПИ) още преди визитата.
- 1981 – Xerox Star: фокусирали върху WYSIWYG. Търговски провал (25 000 прададени) високи разходи (16 000 $ всеки) ниска производителност (необходими били минути за да запази файл, и няколко часа за да се възстанови при грешка), и слаб маркетинг.
- 1984 – Apple Macintosh популизират ГПИ. Рекламата на Супер купата показана веднъж била най-скъпото нещо правено по това време.
- 1984 – MIT`s X Windows System: хардуерно независима платформа и мрежови протокол създавали ГПИ-та на подобни на UNIX системи.
- 1985 – Windows 1.0 – предоставили ГПИ интерфейс на MS-DOS. Без припокриващи се прозорци.
- 1985 – Microsoft и IBM започват работа върху OS/2 което означава да замени MS-DOS и Windows.
- 1986 – Apple заплашва да съди Диджитал Рисърч, защото техния ГПИ на работния плот досущ прилича на Ейпълския Мак.
- 1987 – Windows 2.0 – Припокриващи и оразмеряйми прозорци, клавиатурата и мишката са добавени като подобрения.
- 1987 – Macintosh II: първия напълно цветен Mac.
- 1988 – OS/2 1.10 Стандартно Издание (СИ) има написан от Microsoft ГПИ, който изглежда като Windows 2.

## Проектиране
Използваните методи за проектиране на интерфейс са основно два – чрез използване на прототипи или симулация.
Проектирането на типичен човеко-машинен интерфейс се състои от следните етапи: спецификация на взаимодействието, спецификация на софтуера, създаване на прототип, като за всеки етап са присъщи следните основни практики:
- при спецификацията на взаимодействието: фокусиран върху потребителя дизайн; ориентиран към дейността дизайн; дизайн, базиран на сценарий; гъвкав дизайн.
- при софтуерната спецификация: използване на прецеденти, налагане на ограничения чрез протоколи за взаимодействие (с цел да се избегнат грешки).
- при създаването на прототип: интерактивен дизайн, който от своя страна ползва библиотеки от интерфейс елементи (контроли, декорации и т.н.).

### Качество
Всеки добър интерфейс притежава следните качества или характеристики:
1. Яснота. Интерфейсът избягва появата на двусмисленост и постига яснота посредством език, потоци, йерархия и метафори за визуалните елементи.
2. Стегнатост. Лесно е да се постигне яснота чрез поставяне на пояснителни етикети, но това води до прекалено струпване на неща на екрана по едно и също време, което прави интерфейса муден и тежък за ползване. Основното предизвикателство за един добър интерфейс е да бъде едновременно ясен и стегнат.
3. Познатост. Ако някой ползва интерфейса първи път, е добре да има елементи, които са му познати. Метафори от реалния живот биха спомогнали за разбирането на значението на определени елементи.
4. Бърз отклик. Добрият интерфейс не трябва да бъде тромав. Потребителят трябва своевременно да получи информация какво се случва във всеки момент и дали действието му е било успешно.
5. Последователност. Спазването на последователност на интерфейса в цялото приложение е важно, защото позволява на потребителя да разпознава повтарящите се модели, което улеснява употребата.
6. Естетика. Не е задължително интерфейсът да бъде атрактивен, за да бъде ефективен, но когато той изглежда добре, това спомага за по-приятно изживяване от потребителя при употребата му.
7. Ефикасност. Времето е пари, и един добър интерфейс чрез бързи бутони и добър дизайн ще направи работата по-продуктивна.
8. Снизходителност.. Добрият интерфейс не трябва да наказва потребителите за техните грешки; вместо това, трябва да им предлага решения за корекция.

## Видове
- Директен манипулационен интерфейс е името на общия клас на потребителския интерфейс, който позволява на потребителите да манипулират с обекти, представени пред тях, използвайки действия, с които свободно може да се кореспондира с физическия свят.
- Графичен потребителски интерфейс (GUI) – приема вход чрез устройства като клавиатура и мишка и предоставя свързан графичен изход към монитора. Има най-малко два принципа, които са широко използвани в GUI дизайна: Обектно ориентиран потребителски интерфейс(OOUIs) и приложно ориентиран интерфейс.[11]
- Уеб-базиран потребителски интерфейс или т.нар. уеб потребителски интерфейс (WUI), който приема входни данни и предоставя изходните данни като генерира уеб страниците, които са препратени чрез Интернет и са гледани от потребителя посредством уеб браузър. Най-новите приложения използват Java, JavaScript, AJAX, Apache Flex, .NET Framework или подобни технологии, за да предоставят контрол в реално време в отделна програма, като така елиминират необходимостта постоянно да се обновява традиционният HTML базиран уеб браузър. Административни уеб-интерфейси за уеб сървъри, сървъри и компютри в мрежа са наричани най-често контролни панели.
- Сензорни екрани или по-известни като Touchscreens са дисплеи, които приемат входяща информация при допир с пръст или писалка. Имат голямо приложение при мобилните устройства, някои видове продажби, индустриални процеси и машини, машини за самообслужване и т.н. [[Файл:touchscreen.
- Интерфейси с команден ред, където потребителят осигурява входни данни при въвеждането на низ от команди, с помощта на клавиатурата и системата доставя изходните данни, като ги отпечатва на монитора. Употребява се от програмисти и системни администратори в инженерните и научните среди, както и от технически напреднали потребители на личните си компютри.
- Потребителски интерфейс с допир (Touch user interface). Това са графични потребителски интерфейси, които използват touchpad или сензорен екран, като комбиниран вход и изход на устройството. Те допълват или заменят други форми на изход с допирни методи за обратна връзка. Използват се в компютъризирани симулации и т.н.
- Хардуерни интерфейси са физически, пространствени интерфейси намерили приложение в продукти от реалния свят, от тостери до таблото на колата и пилотските кабини в самолетите. Те са обикновено смесица от копчета, бутони, плъзгачи, ключове и сензорни екрани.
- Потребителски интерфейси с повишено внимание. Този тип интерфейси управляват вниманието на потребителя, решавайки кога да прекъснат потребителя, видовете предупреждения и нивото на детайлност на съобщенията, представени на потребителя.
- Партидни интерфейси са не-интерактивни потребителски интерфейси, където потребителят предварително определя всички подробности за работата на партидата по пакетната обработка и получава изходните данни, когато всички процеси по обработката са приключили. Компютърът не се подтиква за подаването на повече входни данни, след като процесът веднъж е започнал.
- Разговорни интерфейсни агенти (Conversational interface agents) те се опитват да персонализират компютърният интерфейс под формата на анимиран човек, робот или друг характер (като Microsoft's Clippy кламерът) и да представят взаимодействията в разговорна форма.
- Пресечно-базирани интерфейси са графични потребителски интерфейси, чиято основна задача се състои в пресичането на границите, вместо да се посочват.
- Жестови интерфейси са графични потребителски интерфейси, които приемат като вход жестове с ръце, жестовете на мишката на компютъра скицирани с помощта на компютърната мишка или стилус.
- Холографски потребителски интерфейси, които осигуряват вход за електронни или електро-механични устройства чрез прекарване на пръст чрез възпроизведени холографски изображения на това, което иначе би било осезаемо управление на тези устройства, плаващи свободно във въздуха, открити от източник на вълна и без осезателно взаимодействие.
- Интелигентни потребителски интерфейси са интерфейси човек – машина, които имат за цел да докажат ефикасността, ефективността и естествеността на взаимодействието между човек и машина чрез представянето, обосноваването и действията от моделите на потребителя, домейна, задачите за изпълнение, беседите и медиите (като например графики, естествен език, жестове).
- Проследяващи интерфейси са интерфейси, които проследяват движенията на тялото на потребителя и ги превръща в команди, което се разработва от Apple.[12]
- Мулти-екранни интерфейси, те работят на няколко дисплея, за да се осигури по-гъвкаво взаимодействие. Това често се използва в компютърните игри във взаимодействието им с търговските аркади, а и при преносимите пазари.
- Не – командни потребителски интерфейси, които наблюдават потребителя да загатва неговите/ нейните нужди и намерения, без да се изисква той/тя да формулира определени команди.
- Обектно–ориентирани потребителски интерфейси (OOUI) са базирани на ООП метафори, което позволява на потребителите да манипулират симулирани обекти и техните свойства.
- Възвратни потребителски интерфейси са интерфейси, където потребителите могат да контролират и предефинират цялата система само чрез потребителския интерфейс, например за да променят своите командни глаголи. Обикновено това е възможно само с много богати графични потребителски интерфейси.
- Интерфейс за търсене е интерфейс, който указва как да се показва полето за търсене, както и визуалното представяне на резултатите от търсенето.
- Материални потребителски интерфейси са интерфейси, които поставят по-голям акцент върху докосването и физическата среда или неговите елементи.
- Фокусирани върху задачите интерфейси са потребителски интерфейси, които решават проблема относно информационното претоварване на метафората на работния плот, като правят задачи, а не файлове, основното звено на взаимодействие.
- Текстовите потребителски интерфейси са потребителски интерфейси, които извеждат текст. Те могат да съдържат, както команден ред интерфейс, така и текстово-базирана WIMP среда.
- Гласови потребителски интерфейси – интерфейси, които приемат вход и осигуряват изход чрез генериране на гласови указания. Входът за потребителя се прави посредством натискане на клавиши или бутони, или като се отговаря устно на интерфейса.
- Естествени езикови интерфейси, използват се в търсачките и в уеб-страниците. Потребителят въвежда въпрос и чака за отговор.
- Нулево-входни интерфейси, получават вход от множество от сензори, вместо да се изпращат заявки със запитвания до потребителя с входни диалогови прозорци.
- Мащабиращи потребителски интерфейси, са графични потребителски интерфейси, в които информационните обекти са представени в различни нива на мащабиране и в детайли, и където потребителят може да променя мащаба на наблюдаваната област, за да се покаже по-детайлно.